# Acâș
Acâș (in ungherese Ákos, in tedesco Fürstendorf) è un comune della Romania di 2 837 abitanti, ubicato nel distretto di Satu Mare, nella regione storica della Transilvania.
Il comune è formato dall'unione di quattro villaggi: Acâș, Ganaș, Mihăieni, Unimăt.
Di particolare interesse è il Tempio Calvinista, costruito in stile romanico nel XII secolo.

## Amministrazione

### Gemellaggi
- Ungheria, Markaz